# 黑光鲽
黑光鲽（学名：Liopsetta obscura）为鲽科光鲽属的鱼类，俗名光鲽。分布于北达朝鲜、日本北海道及库页岛、鄂霍次克海以及辽宁黄海北部等，属于太平洋西北部冷温带底层海鱼。该物种的模式产地在海参威。